# Skylightfilter

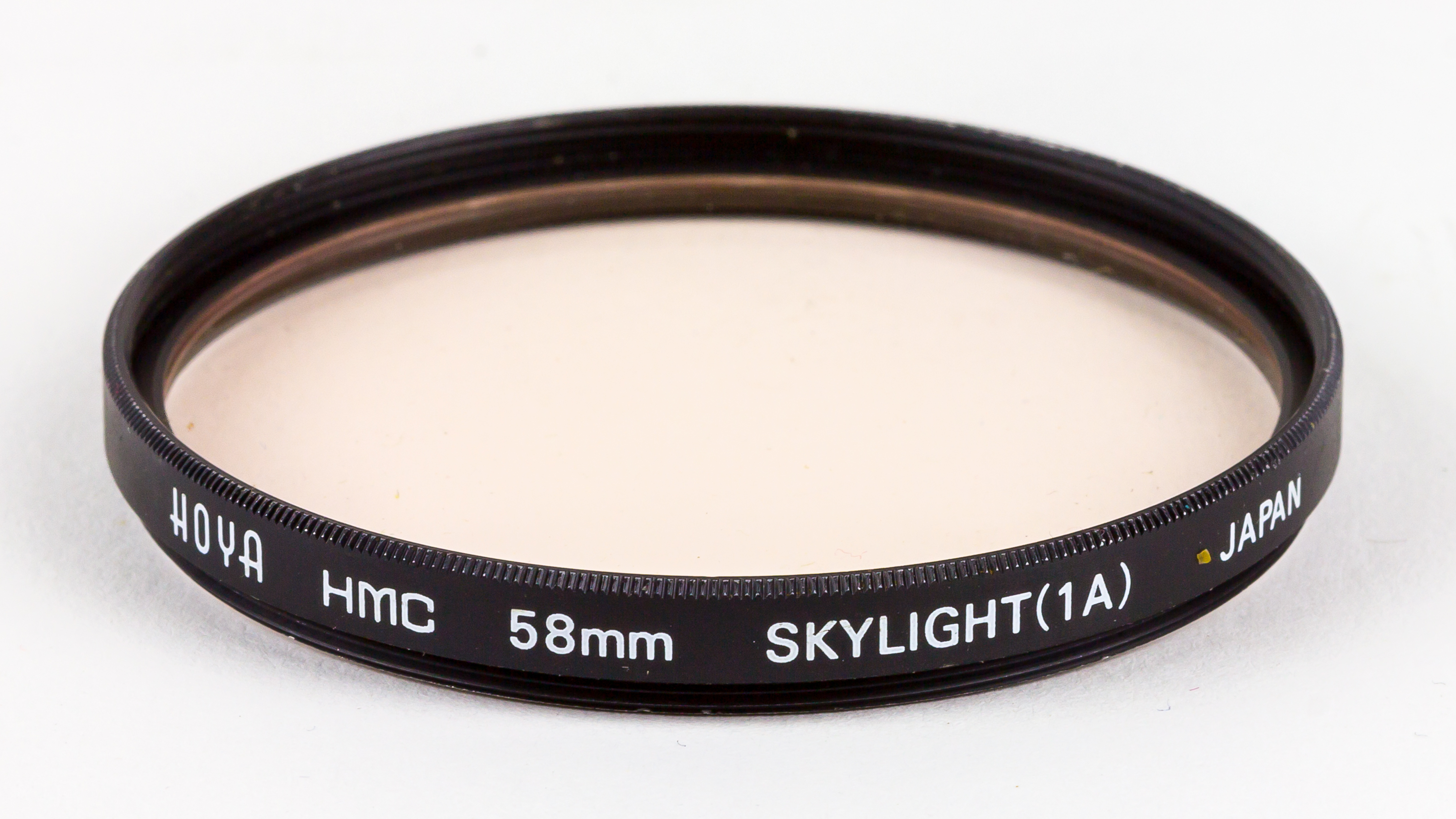
Skylightfilter, antireflexbeschichtet, Schraubgewinde; gegenüber dem weißen Untergrund daneben ist die rötliche Filterwirkung (verdoppelt) zu erkennen

Ein Skylightfilter ist ein Filter, der in der Fotografie verwendet wird. Es ist ein schwacher Konversionsfilter (entspricht je nach Ausführung ca. KR 1,5), welcher das Bild leicht rötlich färbt und so für eine wärmere Farbwiedergabe sorgt. Der Skylightfilter wird meist vorn auf das Objektiv aufgeschraubt. Bei einigen speziellen Objektiven wird er in den Strahlengang der Optik eingelegt oder mittels Filter-Revolver eingedreht.
Sinnvoll ist der Einsatz beispielsweise in der Landschaftsfotografie, da entfernte Objekte wie zum Beispiel Gebirgszüge durch Lichtbrechung in der Atmosphäre leicht blaustichig erscheinen (siehe Rayleigh-Streuung). Der Skylightfilter wirkt dem entgegen.
Bei der Ausbelichtung von Farbnegativfilmen wird dieser Effekt jedoch oft neutralisiert, zum Beispiel dann, wenn der Abzug vom Labor optimiert wird. Die endgültigen Farben hängen also mehr von der Bildverarbeitung der Vergrößerungsmaschinen ab als von leichten Filtern. Digitalkameras können die Wirkung von Skylightfiltern durch die Änderung der Farbtemperatur nachstellen. Bei automatischem Weißabgleich wird die Filterwirkung ebenfalls wieder neutralisiert.
Der Skylightfilter wirkt wie viele andere Filter auch als UV-Sperrfilter. Manche Filterhersteller unterscheiden zwischen Skylightfiltern 1a und 1b, wobei Skylightfilter 1b eine stärkere Filterwirkung haben.
Von vielen Fotografen wird er gern zum Schutz der Objektive eingesetzt, da ein zerkratzter Filter leichter und preiswerter auszuwechseln ist als die Frontlinse des Objektivs. Ein Objektivdeckel sollte dennoch benutzt werden.
Die Lichtabsorption durch Skylightfilter selbst ist gering (Verlängerungsfaktor ca. 1,1), sodass bei manueller Belichtungseinstellung typisch keine Belichtungszeitverlängerung vorgenommen wird.
Skylightfilter haben neben den aufgeführten Vorteilen den Nachteil, dass sie wie jeder Filter Licht, das von der Frontlinse reflektiert wird, (teilweise) wieder in das Objektiv zurückreflektieren und somit bei Gegenlichtaufnahmen unschöne Lichtpunkte (Lens Flares) auf den Aufnahmen erzeugen können. Allerdings gibt es auch sogenannte Ghostless-Skylightfilter, deren Glas nicht plan, sondern gewölbt ist, um den Flare-Effekt zu reduzieren. Ein Skylightfilter geringer Qualität kann zudem bei kontrastreichen Situationen eine subjektiv feststellbare Kontrastminderung bewirken.